# Las Ánimas (Piura)
Las Ánimas es una localidad peruana ubicada en el distrito de La Huaca, perteneciente a la provincia de Paita del departamento de Piura, al norte del Perú. 

## Ubicación
Las Ánimas se ubica al norte de la provincia de Paita, en el distrito de La Huaca, en el departamento de Piura. 

## Demografía
En 2017 Las Ánimas tenía una población de 3 habitantes.